# 農業者研修教育施設
農業者研修教育施設（のうぎょうしゃけんしゅうきょういくしせつ）は、農業改良助長法第3章第7条第5号において協同農業普及事業の一つとして規定されている施設である。

## 目的
本施設の目的は、農業を担うべき者に対し近代的な農業経営の担当者として必要な農業経営又は農村生活の改善に関する科学的技術及び知識を習得させることである。

## 道府県農業大学校
道府県立の農業者研修教育施設は農業大学校（大学校一覧を参照）等の名称で全国42道府県に設置・運営されている。就農意欲のある高校卒業程度の者を対象とした2年間の養成部門（全寮制であることが多い）を持つ。養成部門卒業者や一般の短大卒業者を対象として、より高度な教育を行う研究部門（修業年限は1年間または2年間。課程名として「研究科」、「研究課程」等が使われる）を持つ大学校もある。さらに、生涯教育の観点から短期の研修を行う研修部門を置くこともできる。
農業大学校は、大学（農業大学など）とは異なり学位は授与されないが、近年、多くの農業大学校の養成部門が文部科学省所管の専修学校（専門課程）に転換されており、この卒業者には専門士の称号が付与され、同時に4年制大学への編入あるいは短大卒程度の公務員受験が可能となっている。

## 研修教育機関
その他、以下の研修教育機関がある。。

### 専修学校
- 北海道農業専門学校（北海道沙流郡）
- 鯉淵学園農業栄養専門学校（茨城県水戸市）
- 日本農業実践学園（茨城県水戸市）
- 日本農業経営大学校（東京都港区）
- 八ヶ岳中央農業実践大学校（長野県諏訪郡原村）
- 専門学校山梨県立農林大学校（山梨県北杜市）
- 中国四国酪農大学校（岡山県真庭市）

### 職業訓練校
- たからべ森の学校（農業人材育成科）（鹿児島県曽於市）

### 研修施設
- 北海道立総合研究機構 花・野菜技術センター（北海道滝川市）
- 秋田県農業研修センター（未来農業のフロンティア育成研修）（秋田県秋田市）
- トマトパークアカデミー（栃木県下野市）
- チバニアン兼業農学校（千葉県睦沢町）
- とやま農業未来カレッジ（富山県富山市）
- いしかわ耕稼塾（石川県金沢市）
- ふくい園芸カレッジ（福井県あわら市）
- 岡山県立青少年農林文化センター三徳園（岡山県東区）
- 高知県立農業担い手育成センター（高知県高岡郡）
- アグリイノベーション大学校（関東・関西・オンライン）
- アグリベンチャー大学校（オンライン）